# Kapedani
Kapedani (inna wersja tytułu: Kapedan) – albański film fabularny z roku 1972 w reżyserii Muharrema Fejzo i Fehmiego Hoshafiego.
Jedna z najpopularniejszych komedii albańskich, z okresu rządów Envera Hodży.

## Opis fabuły
Film powstał w okresie rewolucjonizacji, która w 1967 doprowadziła do zakazu wyznawania religii i zwalczania utrzymującemu się wśród Albańczyków przywiązania do zasad prawa zwyczajowego (Kanunu). Tytułowy kapedan oznacza osobę, która w północnej Albanii na mocy prawa zwyczajowego pełni funkcję przywódcy lokalnej społeczności. Akcja filmu rozgrywa się w czasie, kiedy mechanizmy awansu społecznego sprawiły, że coraz częściej w Albanii mężczyźni stają się w miejscu pracy podwładnymi kobiet. Kiedy kołchozem zaczyna kierować kobieta, zagrożony jej dominacją, Sulo skarży się na tę "niepokojącą zmianę" swojemu przyjacielowi Beqo. Ten doradza, aby udać się do Tirany ze skargą do Ropiego, który zajmuje w administracji centralnej eksponowane stanowisko. Dopiero w stolicy Sulo uświadamia sobie, że jest "otoczony" przez kobiety, których coraz więcej zajmuje stanowiska kierownicze.
Zdjęcia do filmu realizowano w Dhermi i w Qeparo.

## Obsada
- Albert Verria jako dziadek Sulo
- Nikolin Xhoja jako dziadek Beqo
- Flora Mertiri jako przewodnicząca kołchozu
- Zagorka Shuke jako żona Sulo
- Ismail Zhabiaku jako sekretarz partii w kołchozie
- Petro Duka jako brygadzista
- Lazër Filipi jako Ropi, działacz partyjny
- Robert Ndrenika jako oficer
- Hyrie Ahmeti jako baletnica
- Ferid Gjevori jako kołchoźnik
- Marika Kallamata jako urzędniczka
- Melpomeni Çobani jako konduktorka w autobusie
- Reshat Arbana
- Mimoza Gjiriti
- Tefta Hamzaraj
- Saimir Kumbaro
- Fatbardha Lalo
- Dario Llukaci
- Eva Pëllumbi
- Haxhi Sejko
- Valbona Simixhi
- Meropi Xhoja